# 跃进渠 (内蒙古)

土默特右旗河流灌渠图

跃进渠，位于中华人民共和国内蒙古自治区包头市和呼和浩特市的一条灌溉渠。

## 历史
1958年3月10日，跃进渠开工兴建，4月底完工，5月引水灌溉。由民生渠管理所的雷有德和朱元鹏负责设计、施工，设计灌溉面积为2067万公顷。跃进渠原本在民生渠口上游的黄河开口，后经扩修跃进渠渠首位于土默特右旗大城西村附近，上流总干渠从黄河取水，下流入哈素海退水渠。